# Маккаби (футбольный клуб, Москва, 1918)
«Маккаби» — футбольный клуб из Москвы, основанный в 1918 году. Домашние матчи проводил на стадионе СКЗ.

## История
В первые месяцы после революции произошёл настоящий бум так называемого «дикого» футбола. С 1918 года в Московской футбольной лиге стали появляться команды, участие которых в чемпионате в годы Российской империи было невозможно, в частности еврейский спортивный клуб «Маккаби». Толчком к созданию клуба стало принятое на шестом съезде студенческого сионистского движения «Хе-Хавер», состоявшемся в Петрограде в апреле 1917 года, решение создать по всей стране сеть еврейских спортивных клубов.
Официальное открытие кружка, «энергично культивирующего и пропагандирующего все виды спорта среди еврейского населения Москвы», состоялось 30 июля 1918 года — в программе торжественного открытия был, в числе других мероприятий, и футбольный матч «Маккаби» — СК «Замоскворечье». Новый клуб был создан как московское отделение Всероссийского союза еврейских спортивных клубов «Маккаби», штаб-квартира которого располагалась в Одессе.
В клубе, насчитывающим на момент организации более 200 членов (в мужской, женской и детской группах), развивали гимнастику, лёгкую атлетику и футбол. Футбольная секция «Маккаби» располагалась на поле стадиона Спортивного клуба «Замоскворечье» по адресу Крымская набережная, 6. Играющим тренером команды был известный судья МФЛ Илья Николаевич Тамаркин. Первоначально футбольная команда состояла в основном из игроков одесской и рижской футбольных лиг, по различным причинам перебравшихся в Москву в революционные годы. В команде начинали свою карьеру братья Александр и Лазарь Сандлори (в дальнейшем футболист СК «Замоскворечье» и «Трёхгорки», неоднократный чемпион Москвы, серебряный призер и лучший бомбардир Чемпионата РСФСР 1924 года), Матвей Гольдин (в будущем известный футбольный тренер).
Клуб (его футбольная секция) был принят 10 апреля 1918 года (еще до официального открытия) на заседании Комитета Московской футбольной лиги в число членов-соревнователей лиги и впоследствии включен в класс «В» осеннего чемпионата Москвы 1918 года, в котором занял 4 место из пяти команд (первый матч в чемпионате команда сыграла с клубом «Наздар» в августе 1918 года — 3:5).
После окончательного установления советской власти деятельность «Маккаби» стали ограничивать, а затем в середине 20-х годов XX века она была прекращена полностью. На базе «Маккаби» в 1925 году создано гимнастическое общество «Молот», при котором была организована футбольная команда, просуществовавшая недолго.
Позже, после распада СССР, в 2003 году появился футбольный клуб «Маккаби» (Москва), игравший в Первенстве ЛФЛ, в 2007 году принял участие в Кубке России, в 1992 году также был создан спортивный клуб «Маккаби-Москва» и существовал футбольный клуб «Маккаби» (Москва), который не был допущен до участия в Кубке России 1992/93.